# Luigi Rovigatti
Luigi Rovigatti (* 23. April 1912 in Monza; † 13. Januar 1975 in Rom) war ein italienischer römisch-katholischer Bischof.
Rovigatti trat 1930 in Päpstliches Römisches Priesterseminar ein. Rovigatti empfing am 1. Dezember 1935 durch Francesco Marchetti Selvaggiani die Priesterweihe. Am 7. März 1947 wurde er zum Pfarrer der Kirche Natività di Nostro Signore Gesù Cristo ernannt. 1960 wurde er Mitglied der Kommission für die Liturgiereform.
Papst Paul VI. ernannte ihn am 23. Mai 1966 zum Titularbischof von Segermes und Weihbischof in Tarquinia e Civitavecchia. Kardinalvikar Luigi Traglia spendete ihm am 29. Juni 1966 die Bischofsweihe. Mitkonsekratoren waren Ettore Cunial, Vizegerent in Rom, und Giulio Bianconi, Bischof von Tarquinia e Civitavecchia. Am 11. Mai 1968 wurde er zusätzlich zum Weihbischof in Porto-Santa Rufina ernannt. Am 30. August 1969 wurde er zum Apostolischen Administrator von Tarquinia e Civitavecchia ernannt. Am 10. Februar 1973 ernannte Papst Paul VI. ihn zum Vizegerenten in Rom, Titularerzbischof pro hac vice von Aquaviva und nahm seinen Rücktritt als Weihbischof von Porto e Santa Rufina an.